# Championnats du monde de marathon de canoë-kayak
Les Championnats du monde de marathon en canoë-kayak sont un événement international en canoë-kayak créé en 1988 et organisé par la Fédération internationale de canoë.
Les Championnats du Monde ont lieu chaque année depuis 1998. De 1988 à 1998, ils avaient lieu tous les deux ans. 
Les hommes concourent en kayak individudel (K-1) ou à deux (K-2), canoë individuel (C-1) ou à deux (C-2). 

Les femmes parcourent en K-1 et K-2.

## Éditions
| Edition | Année | Ville                    | Pays            | Date                           | Nbre de nations | Nbre de compétiteurs |
| ------- | ----- | ------------------------ | --------------- | ------------------------------ | --------------- | -------------------- |
| 1       | 1988  | Nottingham               | Royaume-Uni (1) |                                | ?               | ?                    |
| 2       | 1990  | Copenhague               | Danemark        |                                | ?               | ?                    |
| 3       | 1992  | Brisbane                 | Australie (1)   |                                | ?               | ?                    |
| 4       | 1994  | Amsterdam                | Pays-Bas        |                                | ?               | ?                    |
| 5       | 1996  | Vaxholm                  | Suède           |                                | ?               | ?                    |
| 6       | 1998  | Le Cap                   | Afrique du Sud  |                                | ?               | ?                    |
| 7       | 1999  | Györ (1)                 | Hongrie (1)     |                                | ?               | ?                    |
| 8       | 2000  | Dartmouth                | Canada          |                                | ?               | ?                    |
| 9       | 2001  | Stockton-on-Tees         | Royaume-Uni (2) |                                | ?               | ?                    |
| 10      | 2002  | Zamora                   | Espagne (1)     |                                | ?               | ?                    |
| 11      | 2003  | Valladolid               | Espagne (2)     | 27 au 28 septembre 2003        | ?               | ?                    |
| 12      | 2004  | Bergen                   | Norvège         |                                | ?               | ?                    |
| 13      | 2005  | Perth                    | Australie (2)   | 15 au 16 octobre 2005          | ?               | ?                    |
| 14      | 2006  | Trémolat                 | France          | 23 au 24 septembre 2006        | ?               | ?                    |
| 15      | 2007  | Györ (2)                 | Hongrie (2)     | 7 au 9 septembre 2007          | ?               | ?                    |
| 16      | 2008  | Týn nad Vltavou          | Tchéquie        | 20 au 21 septembre 2008        | ?               | ?                    |
| 17      | 2009  | Crestuma                 | Portugal        | 19 au 20 septembre 2009        | ?               | ?                    |
| 18      | 2010  | Banyoles                 | Espagne (3)     | 18 au 19 septembre 2010        | ?               | ?                    |
| 19      | 2011  | Singapour                | Singapour       | 21 au 23 octobre 2011          | ?               | ?                    |
| 20      | 2012  | Rome                     | Italie          |                                | ?               | ?                    |
| 21      | 2013  | Copenhague (2)           | Danemark (2)    |                                | ?               | ?                    |
| 22      | 2014  | Oklahoma City            | États-Unis      | 26 au 28 septembre 2014        | ?               | ?                    |
| 23      | 2015  | Györ                     | Hongrie         | 11 au 13 septembre 2015        | ?               | ?                    |
| 24      | 2016  | Brandebourg-sur-la-Havel | Allemagne       | septembre 2016                 | ?               | ?                    |
| 25      | 2017  | Pietermaritzburg         | Afrique du Sud  | 7 au 10 septembre 2017         | ?               | ?                    |
| 26      | 2018  | Vila Verde               | Portugal        | 5 au 9 septembre 2018          | ?               | ?                    |
| 27      | 2019  | Shaoxing                 | Chine           | 17 au 20 octobre 2019          | ?               | ?                    |
| 28      | 2021  | Pitești                  | Roumanie        | 30 septembre au 3 octobre 2021 | ?               | ?                    |
| 29      | 2022  | Ponte de Lima            | Portugal        | 29 septembre au 2 octobre 2022 | ?               | ?                    |
| 30      | 2023  | Vejen                    | Danemark        | 28 août au 3 septembre 2023    | ?               | ?                    |
| 31      | 2024  | Metković                 | Croatie         | 16 au 22 septembre 2024        | ?               | ?                    |
| 32      | 2025  | Győr                     | Hongrie         | 4 au 7 septembre 2025          | ?               | ?                    |